# ويل كولمان
ويل كولمان (بالإنجليزية: Will Coleman)‏ هو منافس ألعاب قوى ومدرب رياضي أمريكي، ولد في 8 مارس 1869 في كنتاكي في الولايات المتحدة، وتوفي في 2 سبتمبر 1934 في أوفرلاند بارك في الولايات المتحدة.